# Sextus Aelius Paetus Catus
Sextus Q. f. Aelius Paetus Catus, afkomstig uit de gens Aelia, was samen met Titus Quinctius Flamininus consul in 198 v.Chr.. Hij schreef een commentaar op de XII Tafelen en ook nog een verzameling legis actiones, ons bekend als de ius Aelianus of commentaria tripartita. Hij was samen met Gaius Cornelius Cethegus censor in 194 v.Chr.

## Voetnoot
1. ↑  Legis actiones waren de voorschriften die in acht genomen moesten worden bij een actio (proces). Het sloeg ook op de juiste formules die men moest gebruiken bij het voeren van een proces.

## Antieke bronnen
- Pomponius, Digestae 1 tit. 2 s. 2 § 38.
- Livius, Ab Urbe Condita XXXII 7.
- Cicero, de Rep. I 18; de Or. I 45, 56, III 33; Top. 2.